# トラビス・ウッド
トラビス・A・ウッド（Travis A. Wood, 1987年2月6日 - ）は、アメリカ合衆国アーカンソー州リトルロック出身の元プロ野球選手（投手）。左投右打。愛称はウッディー。

## 経歴

### プロ入りとレッズ時代
2005年のMLBドラフト2巡目（全体60位）でシンシナティ・レッズから指名を受け、6月16日に契約。
2010年7月1日のシカゴ・カブス戦でメジャーデビュー。7月11日のフィラデルフィア・フィリーズ戦では、9回先頭打者のカルロス・ルイーズに二塁打を浴びるまでフィリーズ打線をパーフェクトに抑え、あわや完全試合という好投を見せた。ウッドは9回1安打無失点で降板し、レッズは延長11回に0-1で敗れた。最終的に、17試合に先発登板して5勝4敗・防御率3.51・86奪三振の成績を残した。
2011年は先発2番手として開幕を迎えたが、前年よりも成績が悪化し、AAA級ルイビル・バッツとの往復を繰り返す結果となった。一時はリリーフにも回された。この年は22試合（先発18試合）に登板して6勝6敗・防御率4.84・76奪三振の成績を残した。

### カブス時代
2011年12月21日にショーン・マーシャルとのトレードで、マイナー2選手と共にカブスへ移籍した。2012年は26試合に先発登板して6勝13敗・防御率4.27・119奪三振の成績を残した。
2013年は32試合に先発登板して9勝12敗・防御率3.11・144奪三振の成績を残した。この年は、自身初めてオールスターに選出された。
2014年1月24日にカブスと390万ドルの1年契約で合意した。この年は、31試合に先発登板して8勝13敗・防御率5.03・146奪三振の成績を残した。
2015年1月16日にカブスと568万5000ドルの1年契約に合意この年は先発として7試合に登板したが、2勝2敗・防御率5.59と結果を残せず、5月中旬からリリーフへ転向。この年は54試合に登板して5勝4敗4セーブ・3ホールド・防御率3.84・118奪三振の成績を残した。
2016年1月16日にカブスと617万ドルの1年契約に合意。この年は77試合に登板して4勝0敗12ホールド・防御率2.95・47奪三振の成績を残した。オフの11月3日にFAとなった。

### ロイヤルズ時代
2017年2月15日に2年総額1200万ドルでカンザスシティ・ロイヤルズと契約した。

### パドレス時代
2017年7月24日にライアン・バクター、トレバー・ケーヒル、ブランドン・マウラーとのトレードで、マット・ストラム、エステウリー・ルイーズ及び金銭と共にサンディエゴ・パドレスへ移籍した。12月17日にDFAとなった。12月29日に自由契約となった。

### タイガース傘下時代
2018年1月29日に、デトロイト・タイガースとマイナー契約を結び、同年のスプリングトレーニングに招待選手として参加することになった。2018年についてはロイヤルズ時代の契約（支払いはパドレス）が残っているため、メジャー昇格してもタイガースの支払いは最大でもメジャー最低年俸の負担で済む。3月8日に放出された。

## 選手としての特徴
投手としては打撃に定評があり、レギュラーシーズンで通算11本塁打を記録している（2017年シーズン終了時点）。2016年10月8日のディビジョンシリーズ第2戦では、リリーフ投手としてポストシーズンでは92年ぶりとなる本塁打を記録した。

## 詳細情報

### 年度別投手成績
| 年 度    | 球 団    | 登 板 | 先 発 | 完 投 | 完 封 | 無 四 球 | 勝 利 | 敗 戦 | セ 丨 ブ | ホ 丨 ル ド | 勝 率 | 打 者 | 投 球 回 | 被 安 打 | 被 本 塁 打 | 与 四 球 | 敬 遠 | 与 死 球 | 奪 三 振 | 暴 投 | ボ 丨 ク | 失 点 | 自 責 点 | 防 御 率 | W H I P |
| -------- | -------- | ----- | ----- | ----- | ----- | -------- | ----- | ----- | -------- | ----------- | ----- | ----- | -------- | -------- | ----------- | -------- | ----- | -------- | -------- | ----- | -------- | ----- | -------- | -------- | ------- |
| 2010     | CIN      | 17    | 17    | 0     | 0     | 0        | 5     | 4     | 0        | 0           | .556  | 419   | 102.2    | 85       | 9           | 26       | 1     | 4        | 86       | 0     | 1        | 45    | 40       | 3.51     | 1.08    |
| 2011     | CIN      | 22    | 18    | 0     | 0     | 0        | 6     | 6     | 0        | 0           | .500  | 463   | 106.0    | 118      | 10          | 40       | 5     | 4        | 76       | 2     | 0        | 57    | 57       | 4.84     | 1.49    |
| 2012     | CHC      | 26    | 26    | 0     | 0     | 0        | 6     | 13    | 0        | 0           | .316  | 649   | 156.0    | 133      | 25          | 54       | 3     | 8        | 119      | 2     | 1        | 80    | 74       | 4.27     | 1.20    |
| 2013     | CHC      | 32    | 32    | 0     | 0     | 0        | 9     | 12    | 0        | 0           | .429  | 821   | 200.0    | 163      | 18          | 66       | 2     | 8        | 144      | 6     | 0        | 73    | 69       | 3.11     | 1.15    |
| 2014     | CHC      | 31    | 31    | 0     | 0     | 0        | 8     | 13    | 0        | 0           | .381  | 781   | 173.2    | 190      | 20          | 76       | 1     | 7        | 146      | 2     | 0        | 110   | 97       | 5.03     | 1.53    |
| 2015     | CHC      | 54    | 9     | 0     | 0     | 0        | 5     | 4     | 4        | 3           | .556  | 419   | 100.2    | 86       | 11          | 39       | 5     | 1        | 118      | 2     | 0        | 48    | 43       | 3.84     | 1.24    |
| 2016     | CHC      | 77    | 0     | 0     | 0     | 0        | 4     | 0     | 0        | 12          | 1.000 | 252   | 61.0     | 45       | 8           | 24       | 2     | 1        | 47       | 0     | 0        | 24    | 20       | 2.95     | 1.13    |
| 2017     | KC       | 28    | 3     | 0     | 0     | 0        | 1     | 3     | 0        | 1           | .250  | 195   | 41.2     | 56       | 4           | 20       | 0     | 1        | 29       | 1     | 0        | 33    | 32       | 6.91     | 1.82    |
| 2017     | SD       | 11    | 11    | 0     | 0     | 0        | 3     | 4     | 0        | 0           | .429  | 241   | 52.1     | 62       | 15          | 25       | 0     | 1        | 36       | 0     | 0        | 44    | 39       | 6.71     | 1.66    |
| '17計    | SD       | 39    | 14    | 0     | 0     | 0        | 4     | 7     | 0        | 1           | .364  | 436   | 94.0     | 118      | 19          | 45       | 0     | 2        | 65       | 1     | 0        | 77    | 71       | 6.80     | 1.73    |
| MLB：8年 | MLB：8年 | 298   | 147   | 0     | 0     | 0        | 47    | 59    | 4        | 16          | .443  | 4240  | 994.0    | 938      | 120         | 370      | 19    | 35       | 801      | 15    | 2        | 514   | 471      | 4.26     | 1.32    |

### 記録
- MLBオールスターゲーム選出：1回（2013年）

### 背番号
- 30（2010年 - 2012年）
- 37（2013年 - 2016年、2017年7月25日 - 同年終了）
- 34（2017年 - 同年7月23日）